# 三重県第4区
三重県第4区（みえけんだい4く）は、日本の衆議院議員総選挙における選挙区。1994年（平成6年）の公職選挙法改正で設置。

## 区域

### 現在の区域
2017年（平成29年）公職選挙法改正以降の区域は以下のとおりである。2017年の区割変更により、かつての4区の一部及び5区全域が新しい区域となっている。
- 伊勢市
- 尾鷲市
- 鳥羽市
- 熊野市
- 志摩市
- 多気郡
- 度会郡
- 北牟婁郡
- 南牟婁郡

### 2017年以前の区域
2013年（平成25年）公職選挙法改正から2017年の小選挙区改定までの区域は以下のとおりである。
- 津市（1区に属しない区域：旧久居市・一志郡域）
  - 久居・香良洲・一志・白山・美杉の各総合支所管内[4]
- 松阪市
- 多気郡

1994年（平成6年）公職選挙法改正から2013年の小選挙区改定までの区域は以下のとおりである。
- 松阪市
- 久居市
- 一志郡
- 飯南郡
- 多気郡

## 歴史
中選挙区制時代、この地域を地盤としていた田村元元衆議院議長が圧倒的な強さと影響力を誇り、1996年に議員を引退するまで14度のトップ当選を重ねてきた。1996年の初の小選挙区制による選挙では、田村元の後継者である甥の田村憲久と、同じくこの地域を地盤としていた野呂昭彦（後に松阪市長・三重県知事）が激しく争った結果、田村が初当選し、野呂が落選した。田村は、以後の選挙でも当選を重ねているが、近年過去2回の選挙では民主党の比例優遇策などもあって復活当選を許しており、かつての自民党の圧倒的な強さに陰りが見える選挙区である。第45回衆議院議員総選挙では、民主党公認の森本哲生が田村を約3000票差で破り、田村は重複立候補していた比例東海ブロックで復活当選した。しかし、第46回衆議院議員総選挙では田村が圧勝し、森本の比例復活も許さなかった。
第48回衆議院議員総選挙からは区割りが変更され、松阪市とその周辺を地盤としている田村憲久が1区へ国替えし、廃止される5区から三ツ矢憲生が国替えし、早速当選を果たした。
三ツ矢は第49回衆議院議員総選挙に出馬せず引退。代わって三重県知事を辞職して出馬した鈴木英敬が他党の候補者を大差で破り初当選した。
第50回衆議院議員総選挙でも鈴木が相手候補に比例復活を許さず勝利。

## 小選挙区選出議員
| 選挙名                 | 年                 | 当選者     | 党派       | 備考   |
| ---------------------- | ------------------ | ---------- | ---------- | ------ |
| 第41回衆議院議員総選挙 | 1996年（平成8年）  | 田村憲久   | 自由民主党 | 旧区域 |
| 第42回衆議院議員総選挙 | 2000年（平成12年） | 田村憲久   | 自由民主党 | 旧区域 |
| 第43回衆議院議員総選挙 | 2003年（平成15年） | 田村憲久   | 自由民主党 | 旧区域 |
| 第44回衆議院議員総選挙 | 2005年（平成17年） | 田村憲久   | 自由民主党 | 旧区域 |
| 第45回衆議院議員総選挙 | 2009年（平成21年） | 森本哲生   | 民主党     | 旧区域 |
| 第46回衆議院議員総選挙 | 2012年（平成24年） | 田村憲久   | 自由民主党 | 旧区域 |
| 第47回衆議院議員総選挙 | 2014年（平成26年） | 田村憲久   | 自由民主党 | 旧区域 |
| 第48回衆議院議員総選挙 | 2017年（平成29年） | 三ツ矢憲生 | 自由民主党 |        |
| 第49回衆議院議員総選挙 | 2021年（令和3年）  | 鈴木英敬   | 自由民主党 |        |
| 第50回衆議院議員総選挙 | 2024年（令和6年）  | 鈴木英敬   | 自由民主党 |        |

## 選挙結果
時の内閣：第1次石破内閣 解散日：2024年10月9日 公示日：2024年10月15日
当日有権者数：28万3235人 最終投票率：58.02%（前回比：2.74%） （全国投票率：53.85%（2.08%））
| 当落 | 候補者名   | 年齢 | 所属党派   | 新旧 | 得票数   | 得票率 | 惜敗率 | 推薦・支持             | 重複 |
| ---- | ---------- | ---- | ---------- | ---- | -------- | ------ | ------ | ---------------------- | ---- |
| 当   | 鈴木英敬   | 50   | 自由民主党 | 前   | 96,619票 | 60.19% | ――     | 公明党推薦             |      |
|      | 青沼陽一郎 | 56   | 立憲民主党 | 新   | 53,360票 | 33.24% | 55.23% | 国民民主党三重県連支持 | ○    |
|      | 中川民英   | 57   | 日本共産党 | 新   | 10,548票 | 6.57%  | 10.92% |                        |      |

時の内閣：第1次岸田内閣 解散日：2021年10月14日 公示日：2021年10月19日
当日有権者数：29万7002人 最終投票率：60.76%（前回比：0.41%） （全国投票率：55.93%（2.25%））
| 当落 | 候補者名 | 年齢 | 所属党派   | 新旧 | 得票数    | 得票率 | 惜敗率 | 推薦・支持                                       | 重複 |
| ---- | -------- | ---- | ---------- | ---- | --------- | ------ | ------ | ------------------------------------------------ | ---- |
| 当   | 鈴木英敬 | 47   | 自由民主党 | 新   | 128,753票 | 72.36% | ――     | 公明党推薦                                       | ○    |
|      | 坊農秀治 | 49   | 立憲民主党 | 新   | 41,311票  | 23.22% | 32.09% | 社会民主党三重県連合推薦、国民民主党三重県連支持 | ○    |
|      | 中川民英 | 54   | 日本共産党 | 新   | 7,882票   | 4.43%  | 6.12%  |                                                  |      |

時の内閣：第3次安倍第3次改造内閣 解散日：2017年9月28日 公示日：2017年10月10日
当日有権者数：31万2991人 最終投票率：60.35%（前回比：4.64%） （全国投票率：53.68%（1.02%））
| 当落 | 候補者名   | 年齢 | 所属党派   | 新旧 | 得票数   | 得票率 | 惜敗率 | 推薦・支持 | 重複 |
| ---- | ---------- | ---- | ---------- | ---- | -------- | ------ | ------ | ---------- | ---- |
| 当   | 三ツ矢憲生 | 66   | 自由民主党 | 前   | 99,596票 | 54.04% | ――     | 公明党推薦 |      |
|      | 藤田大助   | 41   | 希望の党   | 元   | 68,978票 | 37.43% | 69.26% |            | ○    |
|      | 谷中三好   | 57   | 日本共産党 | 新   | 15,724票 | 8.53%  | 15.79% |            |      |

- 区割り変更に伴い、松阪地方を地盤としている田村憲久が1区へ国替えし、廃止される5区から三ツ矢憲生が国替えした。
- 藤田大助も第45回-47回は旧5区で活動していた（所属は旧民主党→民進党）。

時の内閣：第2次安倍改造内閣 解散日：2014年11月21日 公示日：2014年12月2日
当日有権者数：24万1010人 最終投票率：55.71%（前回比：7.79%） （全国投票率：52.66%（6.66%））
| 当落 | 候補者名 | 年齢 | 所属党派   | 新旧 | 得票数   | 得票率 | 惜敗率 | 推薦・支持 | 重複 |
| ---- | -------- | ---- | ---------- | ---- | -------- | ------ | ------ | ---------- | ---- |
| 当   | 田村憲久 | 49   | 自由民主党 | 前   | 94,725票 | 74.50% | ――     | 公明党     | ○    |
|      | 松木豊年 | 62   | 日本共産党 | 新   | 32,429票 | 25.50% | 34.23% |            |      |

時の内閣：野田第3次改造内閣 解散日：2012年11月16日 公示日：2012年12月4日
当日有権者数：24万2526人 最終投票率：63.50%（前回比：9.09%） （全国投票率：59.32%（9.96%））
| 当落 | 候補者名 | 年齢 | 所属党派   | 新旧 | 得票数   | 得票率 | 惜敗率 | 推薦・支持 | 重複 |
| ---- | -------- | ---- | ---------- | ---- | -------- | ------ | ------ | ---------- | ---- |
| 当   | 田村憲久 | 48   | 自由民主党 | 前   | 86,131票 | 57.53% | ――     | 公明党     | ○    |
|      | 森本哲生 | 63   | 民主党     | 前   | 51,943票 | 34.70% | 60.31% | 国民新党   | ○    |
|      | 中川民英 | 45   | 日本共産党 | 新   | 11,636票 | 7.77%  | 13.51% |            |      |

時の内閣：麻生内閣 解散日：2009年7月21日 公示日：2009年8月18日
当日有権者数：24万3958人 最終投票率：72.59%（前回比：1.08%） （全国投票率：69.28%（1.77%））
| 当落 | 候補者名 | 年齢 | 所属党派   | 新旧 | 得票数   | 得票率 | 惜敗率 | 推薦・支持 | 重複 |
| ---- | -------- | ---- | ---------- | ---- | -------- | ------ | ------ | ---------- | ---- |
| 当   | 森本哲生 | 59   | 民主党     | 前   | 87,824票 | 50.35% | ――     |            | ○    |
| 比当 | 田村憲久 | 44   | 自由民主党 | 前   | 84,583票 | 48.49% | 96.31% |            | ○    |
|      | 高良雄蔵 | 36   | 幸福実現党 | 新   | 2,018票  | 1.16%  | 2.30%  |            |      |

時の内閣：第2次小泉改造内閣 解散日：2005年8月8日 公示日：2005年8月30日
当日有権者数：24万3086人 最終投票率：71.51%（前回比：5.34%） （全国投票率：67.51%（7.65%））
| 当落 | 候補者名 | 年齢 | 所属党派   | 新旧 | 得票数   | 得票率 | 惜敗率 | 推薦・支持 | 重複 |
| ---- | -------- | ---- | ---------- | ---- | -------- | ------ | ------ | ---------- | ---- |
| 当   | 田村憲久 | 40   | 自由民主党 | 前   | 91,832票 | 53.81% | ――     |            | ○    |
| 比当 | 森本哲生 | 55   | 民主党     | 新   | 78,821票 | 46.19% | 85.83% |            | ○    |

時の内閣：第1次小泉第2次改造内閣 解散日：2003年10月10日 公示日：2003年10月28日
当日有権者数：24万1304人 最終投票率：66.17%（前回比：0.88%） （全国投票率：59.86%（2.63%））
| 当落 | 候補者名 | 年齢 | 所属党派   | 新旧 | 得票数   | 得票率 | 惜敗率 | 推薦・支持 | 重複 |
| ---- | -------- | ---- | ---------- | ---- | -------- | ------ | ------ | ---------- | ---- |
| 当   | 田村憲久 | 38   | 自由民主党 | 前   | 94,379票 | 60.38% | ――     |            | ○    |
| 比当 | 伊藤忠治 | 69   | 民主党     | 前   | 51,168票 | 32.74% | 54.22% |            | ○    |
|      | 岡野恵美 | 51   | 日本共産党 | 新   | 10,761票 | 6.88%  | 11.40% |            |      |

- 伊藤は第41回は2区で比例復活、第42回は比例東海ブロック単独で当選。

時の内閣：第1次森内閣 解散日：2000年6月2日 公示日：2000年6月13日
当日有権者数：23万6985人 最終投票率：67.05%（前回比：5.12%） （全国投票率：62.49%（2.84%））
| 当落 | 候補者名 | 年齢 | 所属党派   | 新旧 | 得票数   | 得票率 | 惜敗率 | 推薦・支持 | 重複 |
| ---- | -------- | ---- | ---------- | ---- | -------- | ------ | ------ | ---------- | ---- |
| 当   | 田村憲久 | 35   | 自由民主党 | 前   | 97,276票 | 62.78% | ――     |            | ○    |
|      | 岸田賢剛 | 45   | 民主党     | 新   | 42,890票 | 27.68% | 44.09% |            | ○    |
|      | 岡野恵美 | 48   | 日本共産党 | 新   | 14,789票 | 9.54%  | 15.20% |            |      |

時の内閣：第1次橋本内閣 解散日：1996年9月27日 公示日：1996年10月8日
当日有権者数：23万2111人 最終投票率：72.17% （全国投票率：59.65%（8.11%））
| 当落 | 候補者名 | 年齢 | 所属党派   | 新旧 | 得票数   | 得票率 | 惜敗率 | 推薦・支持     | 重複 |
| ---- | -------- | ---- | ---------- | ---- | -------- | ------ | ------ | -------------- | ---- |
| 当   | 田村憲久 | 31   | 自由民主党 | 新   | 78,383票 | 47.75% | ――     | 社会民主党推薦 | ○    |
|      | 野呂昭彦 | 50   | 新進党     | 前   | 75,795票 | 46.17% | 96.70% |                |      |
|      | 槙岡剛   | 54   | 日本共産党 | 新   | 9,974票  | 6.08%  | 12.72% |                |      |